# ウィーンの和約 (1624年)

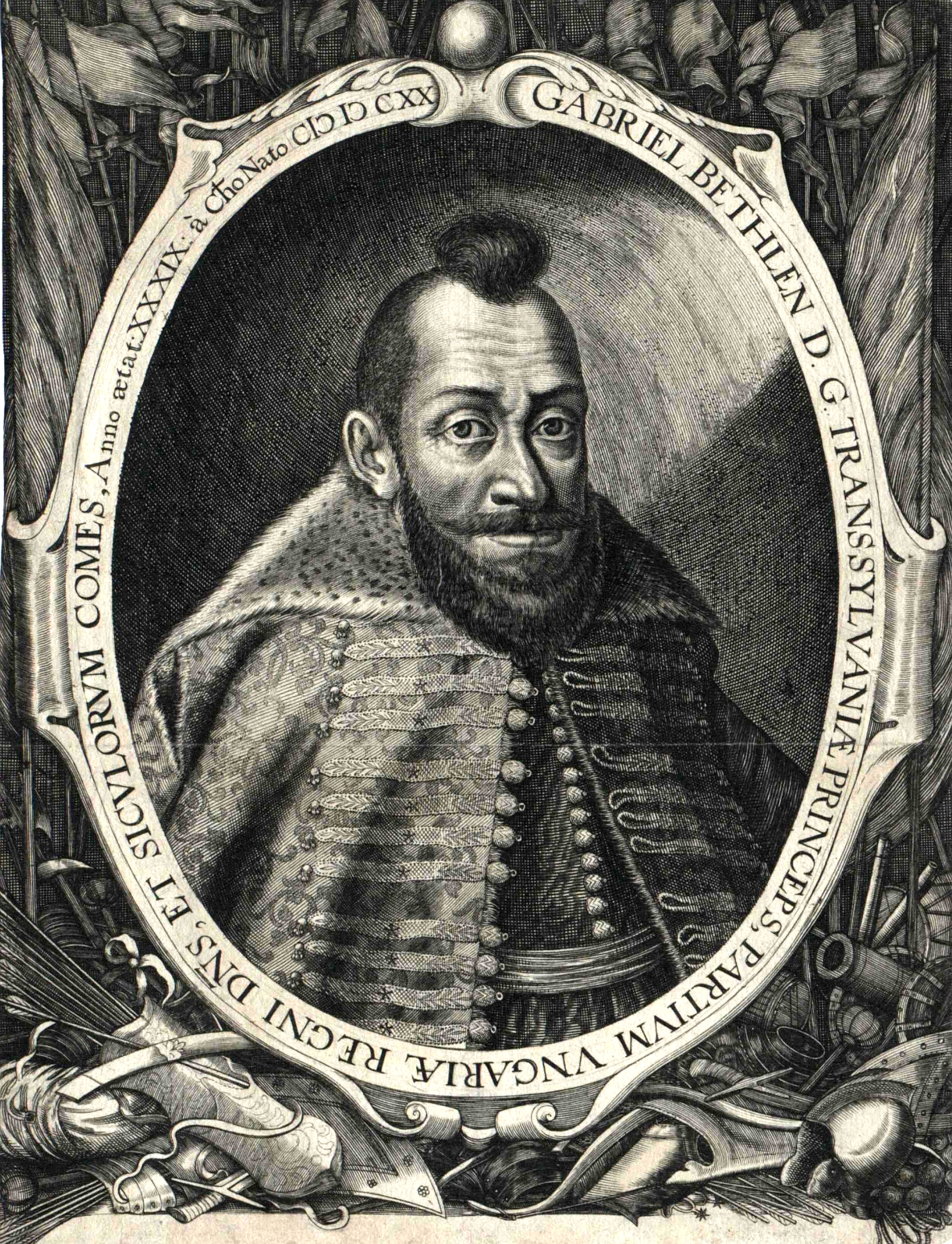
ベトレン・ガーボル

ウィーンの和約（ウィーンのわやく、ハンガリー語: Bécsi béke）は1624年5月8日に締結された、神聖ローマ皇帝フェルディナント2世とベトレン・ガーボルの間の条約。これにより、ベトレンの2度目のハンガリー戦役は終わった。
条約は1621年のニコルスブルクの和約を確認するものだったが微妙の違いがあり、この違いはベトレンに不利なものだった。ベトレンはオポーレ公国とラチブシュ公国を失う代わりにエチェド、ナジバーニャ、フェルシュバーニャを獲得した。またベトレンへの年金が5万フローリンから3万フローリンに減額された。